# Szmaragdówka czeremchówka
Szmaragdówka czeremchówka (Smaragdina affinis) – gatunek chrząszcza z rodziny stonkowatych i podrodziny zmróżek. Zamieszkuje Europę.

## Taksonomia
Gatunek ten opisany został po raz pierwszy w 1794 roku przez Johanna Karla Wilhelma Illigera pod nazwą Clytra affinis. Wyróżnia się w jego obrębie dwa podgatunki:
- Smaragdina affinis affinis (Illiger, 1794)
- Smaragdina affinis manicata (Lacordaire, 1848)

## Morfologia
Chrząszcz o ciele długości od 3 do 4 mm. Głowa jest czarna z metalicznym połyskiem. Na czole wyrastają skąpe, bardzo krótkie włoski. Czułki są czarne z żółtymi członami nasadowymi i żółtymi tylnymi krawędziami członów środkowych. Przedplecze jest metalicznie granatowe lub ciennozielononiebieskie z szeroko obrzeżonymi żółto lub pomarańczowo krawędziami bocznymi, wyraźnie, głęboko, acz stosunkowo rzadko punktowane. Pokrywy są jednolicie metalicznie granatowe lub ciemnozielononiebieskie, delikatnie i gęsto punktowane. Odnóża są żółte do pomarańczowych. Odwłok u samicy wyróżnia się od tego u samca obecnością dołeczka na ostatnim sternicie.

## Ekologia i występowanie

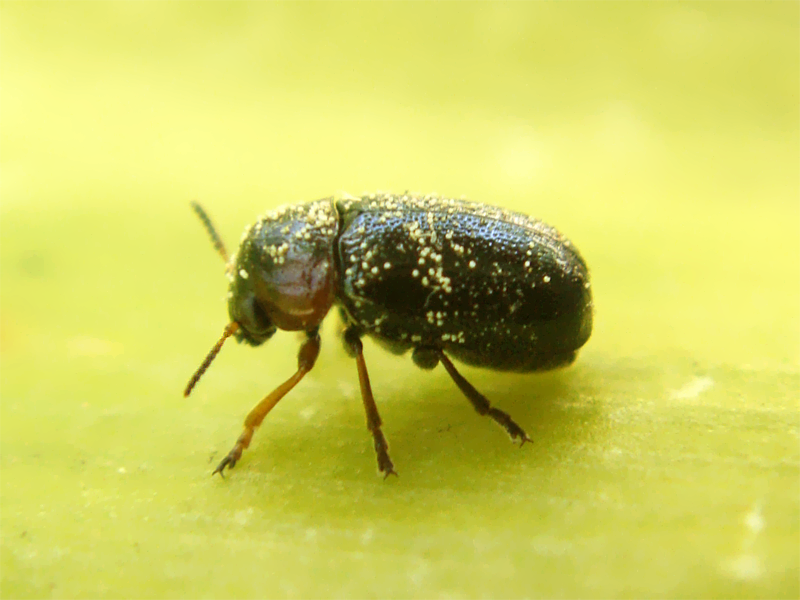
Podgatunek S. a. manicata

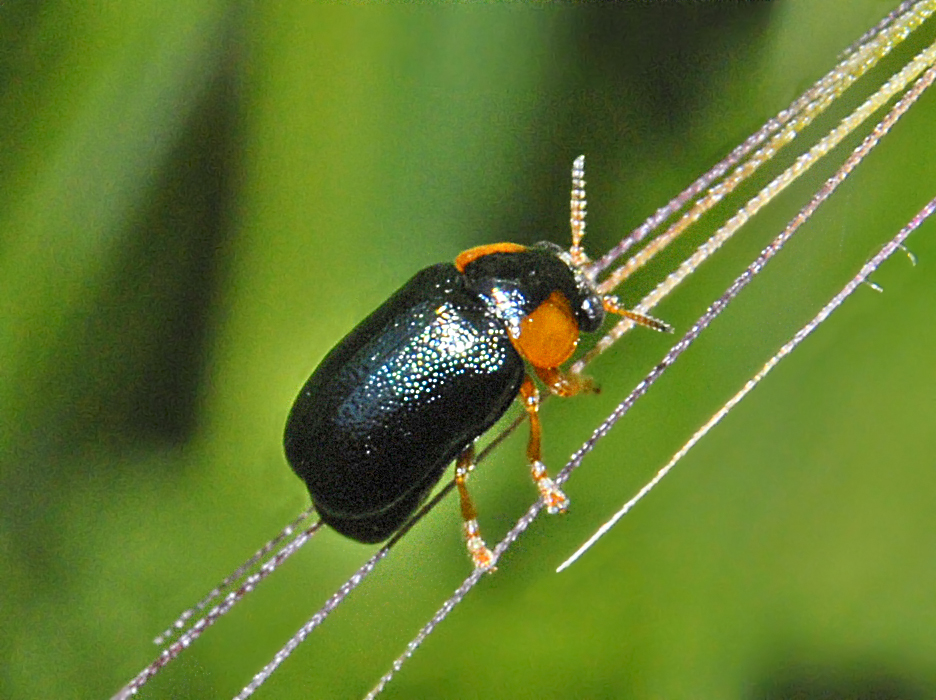
Imago na roślinie

Owad ten zasiedla skraje lasów, suche zbocza, zarośla i murawy kserotermiczne, wybierając zawsze stanowiska dobrze nasłonecznione. Osobniki dorosłe są polifagicznymi foliofagami żerującymi na liściach drzew i krzewów. Wśród ich roślin żywicielskich wymieniane są brzozy, czeremchy, dęby, głogi, leszczyny, śliwa tarnina, wiązy, wierzby i winorośl właściwa. Larwy odżywiają się martwymi liśćmi. Aktywne osobniki dorosłe obserwuje się od kwietnia do lipca.
Gatunek palearktyczny, europejski. Podgatunek nominatywny znany jest z Hiszpanii, Wielkiej Brytanii, Francji, Belgii, Holandii, Niemiec, Szwajcarii, Austrii, Włoch, Finlandii, Łotwy, Polski, Czech, Słowacji, Węgier, Białorusi, Ukrainy, Mołdawii, Rumunii, Bułgarii, Słowenii, Chorwacji, Bośni i Hercegowiny, Serbii, Czarnogóry, Albanii, Macedonii Północnej i europejskiej części Rosji. Podgatunek S. a. manicata ograniczony jest do Portugalii i Hiszpanii.